# Vantačići
Vantačići je ime zaseoka naselja Malinska, u općini Malinska – Dubašnica u Primorsko-goranskoj županiji, na zapadnoj obali otoka Krka.
Vantačići su sve do 1990-ih bili selo ribara i težaka, danas je to ladanjsko naselje, s kućama za odmor, i apartmanima.  

## Odlike
Vantačići se nalaze na obali istoimenog šumovitog zaljeva između Malinske (2 km) i naselja Porta (1 km). Uz čitav zaljev vodi šetnica pored plaža i borovih šumaraka.
U Vantačićima je izgrađena je nova marina s oko 150 vezova za prihvat brodica, naselje ima dva dućana, pizzeriju i kafić.

## Stanovništvo
| broj stanovnika | 59    | 65    | 64    | 67    | 65    | 55    | 41    | 57    | 67    | 57    | 55    | 53    | 56    | 97    | 192   | 214   | 186   |
|                 | 1857. | 1869. | 1880. | 1890. | 1900. | 1910. | 1921. | 1931. | 1948. | 1953. | 1961. | 1971. | 1981. | 1991. | 2001. | 2011. | 2021. |

## Galerija
- Pogled na dvije plaže i luku s lukobranom
- Detalj kuće na zapadnoj strani luke — cvijeće u loncima pored vrata

## Vanjski izvori
- Porat , Vantačići (fotografije)